# 스티븐 윌트셔
스티븐 윌트셔(영어: Stephen Wiltshire, 1974년 4월 24일~)는 영국의 화가이다. 3살 때부터 자폐증을 앓고 있으며 사반트 증후군을 가지고 있다. 2006년 대영 제국 훈장을 수여받았으며 그 외 2개의 상을 수상받았다.

## 생애
윌트셔는 대영제국 런던에서 카리브해 출신 부모 사이에서 태어났다. 부친은 바베이도스 출신이며 모친은 세인트루시아 출신이다. 3살 때 자폐증 진단을 받았고 같은 해 부친은 교통사고로 사망했다. 5살 때 자폐증으로 인하여 특수학교에 입학했다. 이 때부터 윌트셔는 사반트 증후군 증상을 보이기 시작하였는데, 윌트셔는 미술 시간 때 선생의 자화상과 자연을 그렸고 그림 실력을 알아본 한 선생은 윌트셔를 그림 경연 대회에 출마시키면서 그의 실력이 알려지기 시작했다. 윌트셔는 7살 때 런던의 랜드마크와 건물에 매료되어 런던을 그렸고, 이 것이 도시 구상 및 그리기로 발전하였다. 1987년 BBC에 출연하면서 유명해지기 시작하였으며, 같은 해 그의 책이 출판되었다. 1995년 런던예술대학에 입학, 1998년 졸업했다. 이후 런던, 로마, 홍콩, 프랑크푸르트, 마드리드, 두바이, 예루살렘 등을 그리며 세계적인 화가로 올라섰으며, 맨해튼, 뉴저지주의 허드슨강, 뉴욕 금융지구, 엘리스섬, 자유의 여신상, 브루클린을 프랫 인스티튜트에서 5일만에 그려냈다.